# Nobuhiro Kiyotaki

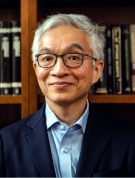
Nobuhiro Kiyotaki

Nobuhiro Kiyotaki (jap. 清滝 信宏, Kiyotaki Nobuhiro; * 24. Juni 1955) ist ein japanischer Ökonom und Hochschullehrer.

## Werdegang, Forschung und Lehre
Kiyotaki studierte zwischen 1974 und 1978 an der Universität Tokio. Nachdem er das Studium als Bachelor of Arts in Wirtschaftswissenschaften abgeschlossen hatte, stieg er in das Ph.D.-Programm der Universität ein. 1981 wechselte er an die Harvard University, an der er im Juni 1985 als Ph.D. mit der Doktorarbeit unter dem Titel „Macroeconomics of Monopolistic Competition“ graduierte.
Zwischen 1985 und 1991 war Kiyotaki Assistant Professor an der University of Wisconsin–Madison. Parallel nahm er ab 1989 Gastvorlesungen an der Hitotsubashi-Universität und der London School of Economics and Political Science wahr. 1991 folgte er einem Ruf der University of Minnesota und wurde dort Associate Professor am Department of Economics. Zeitweise arbeitete er nebenher für die Federal Reserve Bank of Minneapolis.
1997 nahm Kiyotaki seine erste ordentliche Professur wahr, als er nach London ans Department of Economics der London School of Economics and Political Science berufen wurde. 2006 kehrte er in die Vereinigten Staaten zurück und wurde Professor an der Princeton University.
Der Schwerpunkt von Forschung und Lehre Kiyotakis liegt im Bereich der Makroökonomie und der Geldwirtschaft. Gemeinsam mit Randall Wright erarbeitete er das Kiyotaki-Wright-Modell, mit dessen Hilfe gezeigt wird, dass durch Geld als Tauschmittel eine Steigerung der Wohlfahrt stattfindet, da gegenüber einem reinen Tauschhandel mehr Güter gehandelt werden.
Mit dem Briten John Hardman Moore entwickelte Kiyotaki das Kiyotaki-Moore-Modell zur Erklärung, wie durch die Interaktion aus Immobilienpreisen und Restriktionen in der Kreditvergabe aus kleinen Schocks größere Schwankungen von Erträgen und Vermögenswerten entstehen können. 1999 erhielten sie für ihre Arbeit den Yrjö-Jahnsson-Preis. 2003 wurde er zum Mitglied der British Academy gewählt. Für 2021 wurde Kiyotaki ein BBVA Foundation Frontiers of Knowledge Award zugesprochen.